# 庫蒂納
庫蒂納是克羅地亞的城鎮，位於該國中部，由錫薩克-莫斯拉維納縣負責管轄，面積294.34平方公里，海拔高度149米，主要經濟活動是工業，2001年人口24,597。

## 外部連結
- 官方网站
- Local news and comments （页面存档备份，存于）
- construction update Kutina （页面存档备份，存于）

45°28′N 16°47′E / 45.467°N 16.783°E